# Tu quoque
Tu quoque, o apel·lació a la hipocresia, és un tipus de fal·làcia lògica. És un terme llatí que significa 'tu també'. Un argument tu quoque intenta desacreditar la posició de l'oponent en afirmar el seu fracàs a actuar de manera coherent d'acord amb eixa posició; intenta mostrar que una crítica o una objecció s'aplica igualment a la persona que la fa. Aquest fet descarta el punt de vista d'algú sobre un tema sobre l'argument que la persona no és coherent en eixa mateixa cosa. És considerat un argument ad hominem, ja que se centra en l'adscripció o alineació, en lloc de les seves posicions o argumentacions. El whataboutism és un tipus de fal·làcia tu quoque.